# Copa Sul-Minas 2002
Die Copa Sul-Minas 2002 ist ein ehemaliger brasilianischer Fußballwettbewerb. Dieser wurde vom nationalen Verband CBF organisiert und fand vom 19. Januar bis 12. Mai 2002 statt.
Die Teilnehmer kamen aus den vier Bundesstaaten Minas Gerais, Paraná, Rio Grande do Sul und Santa Catarina hatte. Es diente der Ermittlung der Teilnehmer für die Copa dos Campeões (CBF) 2002. An dieser sollten die vier Halbfinalisten teilnehmen.

## Teilnehmer
Die 16 Teilnehmer waren:
| Bundesstaat       | Klub                |
| ----------------- | ------------------- |
| Minas Gerais      | América Mineiro     |
| Minas Gerais      | Atlético Mineiro    |
| Minas Gerais      | Cruzeiro EC         |
| Minas Gerais      | EC Mamoré           |
| Paraná            | Atlético Paranaense |
| Paraná            | Coritiba FC         |
| Paraná            | Clube Malutrom      |
| Paraná            | Paraná Clube        |
| Rio Grande do Sul | Grêmio FBPA         |
| Rio Grande do Sul | SC Internacional    |
| Rio Grande do Sul | EC Juventude        |
| Rio Grande do Sul | EC Pelotas          |
| Santa Catarina    | Criciúma EC         |
| Santa Catarina    | Figueirense FC      |
| Santa Catarina    | Joinville EC        |
| Santa Catarina    | Tubarão FC          |

## Modus
Zunächst trafen in der Vorrunde die Klubs jeweils einmal aufeinander. Aus den Spielen wurde eine Tabelle der Wertungen erstellt. Die vier besten Klubs zogen ins Halbfinale ein. Dabei traf der Tabellenerste auf den Vierten und der Zweite auf den Dritten.

## Vorrunde

### Tabelle
| Pl. | Verein              | Sp. | S  | U | N  | Tore    | Diff. | Punkte |
| --- | ------------------- | --- | -- | - | -- | ------- | ----- | ------ |
| 1.  | Cruzeiro            | 15  | 11 | 2 | 2  | 034:130 | +21   | 35     |
| 2.  | Atletico Paranaense | 15  | 8  | 5 | 2  | 031:150 | +16   | 29     |
| 3.  | Grêmio              | 15  | 8  | 5 | 2  | 031:200 | +11   | 29     |
| 4.  | Atlético Mineiro    | 15  | 8  | 4 | 3  | 023:150 | +8    | 28     |
| 5.  | Tubarão FC          | 15  | 8  | 4 | 3  | 026:190 | +7    | 28     |
| 6.  | Criciúma EC         | 15  | 7  | 4 | 4  | 028:240 | +4    | 25     |
| 7.  | Internacional       | 15  | 7  | 2 | 6  | 031:220 | +9    | 23     |
| 8.  | Figueirense         | 15  | 6  | 4 | 5  | 025:280 | −3    | 22     |
| 9.  | Paraná Clube        | 12  | 6  | 1 | 5  | 022:200 | +2    | 19     |
| 10. | América Mineiro     | 15  | 5  | 4 | 6  | 024:300 | −6    | 19     |
| 11. | Coritiba            | 15  | 5  | 3 | 7  | 026:300 | −4    | 18     |
| 12. | Juventude           | 15  | 5  | 1 | 9  | 016:270 | −11   | 16     |
| 13. | Malutrom            | 15  | 4  | 1 | 10 | 018:300 | −12   | 13     |
| 14. | Pelotas             | 15  | 3  | 3 | 9  | 024:310 | −7    | 12     |
| 15. | Mamoré              | 15  | 3  | 2 | 10 | 019:340 | −15   | 11     |
| 16. | Joinville           | 15  | 2  | 3 | 10 | 022:410 | −19   | 09     |

|  | Qualifikation für das Halbfinale |

### Kreuztabelle
|                | América Mineiro | Athletico Paranaense | Atlético Mineiro | Coritiba FC | Criciuma EC | Cruzeiro EC | Figueirense FC | Grêmio FBPA | SC Internacional | Joinville EC | EC Juventude | Clube Malutrom | EC Mamoré | Paraná Clube | EC Pelotas | Tubarão FC |
| -------------- | --------------- | -------------------- | ---------------- | ----------- | ----------- | ----------- | -------------- | ----------- | ---------------- | ------------ | ------------ | -------------- | --------- | ------------ | ---------- | ---------- |
| América        | –               | 3:4                  | 3:4              |             |             |             |                | 1:1         |                  | 3:1          |              | 1:2            |           |              | 2:2        | 3:1        |
| Athletico (PR) |                 | –                    |                  | 2:0         |             | 0:2         |                | 2:2         |                  | 1:1          |              |                | 3:0       | 0:0          | 4:0        | 1:1        |
| Atlético (MG)  |                 | 2:2                  | –                |             |             | 1:1         | 0:0            |             | 3:1              | 3:1          |              |                | 1:0       | 2:1          | 1:0 1      |            |
| Coritiba       | 0:1             |                      | 1:3              | –           | 1:1         |             | 2:2            |             | 3:1              | 0:0          |              | 3:1            |           |              |            |            |
| Criciuma       | 1:1             | 2:1                  | 2:1              |             | –           |             | 1:2            | 3:4         |                  |              | 2:0          |                |           | 2:0          |            |            |
| Cruzeiro       | 7:0             |                      |                  | 3:1         | 1:2         | –           |                | 2:0         |                  |              | 2:0          | 2:0            |           |              |            | 1:2        |
| Figueirense    | 2:2             | 0:2                  |                  |             |             | 0:1         | –              |             | 2:1              | 3:2          |              | 3:1            |           |              | 2:2        |            |
| Grêmio         |                 |                      | 1:0              | 4:3         |             |             | 3:4            | –           |                  | 1:1          |              |                | 6:1       | 2:0          | 2:1        |            |
| Internacional  | 4:0             | 2:3                  |                  |             | 3:1         | 3:3         |                | 1:1         | –                |              | 3:1          | 5:1            |           |              |            | 2:0        |
| Joinville      |                 |                      |                  | 0:4         | 4:2         | 1:2         |                |             | 1:0              | –            |              | 2:6            | 1:1       |              | 2:3        | 1:4        |
| Juventude      | 0:3             | 0:2                  | 1:2              |             |             |             | 3:2            | 0:2         |                  | 4:3          | –            |                |           |              | 2:1        |            |
| Malutrom       |                 | 0:4                  | 0:0              |             | 1:2         |             |                | 0:1         |                  |              |              | –              | 2:0       |              | 1:0        | 2:3        |
| Mamoré         | 0:1             |                      |                  | 2:3         | 0:2         | 1:2         | 2:3            |             | 0:2              |              | 2:0          | 1:2            | –         | 2:1          |            |            |
| Paraná Clube   | 1:0             |                      |                  | 6:1         |             | 0:2         | 4:0            |             | 3:2              | 4:1          | 1:0          | 0:2            |           | –            |            |            |
| Pelotas        |                 |                      |                  | 2:3         | 4:4         | 2:3         |                |             | 0:1              |              |              |                | 5:2       | 2:1          | –          | 0:1        |
| Tubarão        |                 |                      | 1:0              | 2:1         | 1:1         |             | 2:0            | 1:1         |                  |              | 2:3          |                | 3:3       | 2:0          |            | –          |

## Finalrunde

### Turnierplan
|  | Halbfinale | Halbfinale          | Halbfinale | Halbfinale | Halbfinale |  |  | Finale | Finale              | Finale | Finale | Finale |
|  |            |                     |            |            |            |  |  |        |                     |        |        |        |
|  |            |                     |            |            |            |  |  |        |                     |        |        |        |
|  |            | Grêmio FBPA         | 1          | 1          | 2          |  |  |        |                     |        |        |        |
|  |            | Atletico Paranaense | 5          | 1          | 6          |  |  |        |                     |        |        |        |
|  |            |                     |            |            |            |  |  |        | Atletico Paranaense | 1      | 0      | 1      |
|  |            |                     |            |            |            |  |  |        | Cruzeiro EC         | 2      | 1      | 3      |
|  |            | Cruzeiro EC         | 1          | 1          | 2 (4)      |  |  |        |                     |        |        |        |
|  |            | Atlético Mineiro    | 1          | 1          | 2 (2)      |  |  |        |                     |        |        |        |
|  |            |                     |            |            |            |  |  |        |                     |        |        |        |

### Halbfinale

#### Hinrunde
| Paarung        | Grêmio FBPA – Atletico Paranaense |
| Ergebnis       | 1:5 (1:1) |
| Datum          | 20. April 2002 |
| Stadion        | Estádio Olímpico Monumental, Porto Alegre |
| Zuschauer      | 21.418 |
| Schiedsrichter | Anselmo da Costa () |
| Tore           | 1:0 15′ Rodrigo Fabri (GRÊ) 1:1 28′ Adriano Gabiru (ATL) 1:2 54′ Adauto (ATL) 1:3 60′ Adauto (ATL) 1:4 60′ (Strafstoß) Alex Mineiro (ATL) 1:5 85′ Adauto (ATL) |

| Paarung        | Atlético Mineiro – EC Cruzeiro                     |
| Ergebnis       | 1:1 (0:0)                                          |
| Datum          | 21. April 2002                                     |
| Stadion        | Estádio Governador Magalhães Pinto, Belo Horizonte |
| Zuschauer      | 30.692                                             |
| Schiedsrichter | Héber Lopes ()                                     |
| Tore           | 1:0 54′ Kim (ATL) 1:1 68′ Luisão (CRU)             |

#### Rückrunde
| Paarung        | Atletico Paranaense – Grêmio FBPA                                   |
| Ergebnis       | 1:1 (1:1)                                                           |
| Datum          | 28. April 2002                                                      |
| Stadion        | Arena da Baixada, Curitiba                                          |
| Schiedsrichter | Romildo Corrêa ()                                                   |
| Tore           | 0:1 51′ (Strafstoß) Rodrigo Mendes (GRE) 1:1 40′ Alex Mineiro (ATL) |

| Paarung        | Cruzeiro EC – Atlético Mineiro |
| Ergebnis       | 1:1 (1:1), 4:2 i. E. |
| Datum          | 28. April 2002 |
| Stadion        | Estádio Governador Magalhães Pinto, Belo Horizonte                                                                                                   |
| Zuschauer      | 21.521 |
| Schiedsrichter | Antonio Pereira da Silva () |
| Tore           | 0:1 35′ Rodrigo Beckham (ATL) 1:1 61′ Luisão (CRU) Elfmeterschießen: 0:1 Marques 1:1 Vander Bosco 2:1 Jussiê 2:2 ? 3:2 Jorge Wagner Baiano 4:2 Lucio |

### Finale

#### Hinspiel
| Atletico Paranaense                        | Atletico Paranaense | Cruzeiro EC | Cruzeiro EC |
| ------------------------------------------ | --- | --- | ----------- |
| Atletico Paranaense                        | \| 5. Mai 2002 in Arena da Baixada, Curitiba \| \| Ergebnis: 1:2 (0:1) \| \| Zuschauer: 34.514 \| \| Schiedsrichter: Paulo César de Oliveira () \|                                                            | \| 5. Mai 2002 in Arena da Baixada, Curitiba \| \| Ergebnis: 1:2 (0:1) \| \| Zuschauer: 34.514 \| \| Schiedsrichter: Paulo César de Oliveira () \|                                                | Cruzeiro EC |
| Atletico Paranaense                        | Flávio – Rogério Corrêa, Cocito , Wellington Paulo, Alessandro – Flávio Luis , Kléberson, Adriano Gabiru – Fabiano, Kléber Pereira , Alex Mineiro Reserve Igor , Reginaldo , Ilan Araújo Cheftrainer: Geninho | Jefferson – Maicon, Luisão, Marcelo Batatais, Juan Pablo Sorín – Fernando, Ricardinho, Vander – Jussiê , Fábio Júnior , Edílson Reserve Augusto Recife , Lucio Cheftrainer: Marco Aurélio Moreira | Cruzeiro EC |
| Atletico Paranaense                        | 1:2 85′ (Strafstoß) Alex Mineiro | 0:1 58′ (Strafstoß) Edílson 0:2 65′ Fábio Júnior | Cruzeiro EC |
| Atletico Paranaense                        | Flávio, Wellington Paulo, Cocito, Rogério Corrêa, Fabiano | Sorín, Maicon, Vander, Jussiê | Cruzeiro EC |
| Atletico Paranaense                        | Wellington Paulo | Vander | Cruzeiro EC |
| 5. Mai 2002 in Arena da Baixada, Curitiba  | | |             |
| Ergebnis: 1:2 (0:1)                        | | |             |
| Zuschauer: 34.514                          | | |             |
| Schiedsrichter: Paulo César de Oliveira () | | |             |

#### Rückspiel
| Cruzeiro EC                                                        | Cruzeiro EC | Atletico Paranaense | Atletico Paranaense |
| ------------------------------------------------------------------ | --- | --- | ------------------- |
| Cruzeiro EC                                                        | \| 12. Mai 2002 in Estádio Governador Magalhães Pinto, Belo Horizonte \| \| Ergebnis: 1:0 (0:0) \| \| Zuschauer: 69.533 \| \| Schiedsrichter: Antonio Pereira da Silva () \|                               | \| 12. Mai 2002 in Estádio Governador Magalhães Pinto, Belo Horizonte \| \| Ergebnis: 1:0 (0:0) \| \| Zuschauer: 69.533 \| \| Schiedsrichter: Antonio Pereira da Silva () \|                                                | Atletico Paranaense |
| Cruzeiro EC                                                        | Jefferson – Cris, Luisão, Marcelo Batatais – Ruy, Fernando , Jorge Wagner, Jussiê , Juan Pablo Sorín – Fábio Júnior , Edílson Reserve Augusto Recife , Alessandro Cambalhota , Wendel Cheftrainer: Geninho | Flávio – Igor, Rogério Corrêa, Gustavo , Alessandro – Ivan , Reginaldo , Kléberson, Adriano Gabiru – Ilan Araújo, Alex Mineiro Reserve Kléber Pereira , Luisinho Netto , Donizete Amorim Cheftrainer: Marco Aurélio Moreira | Atletico Paranaense |
| Cruzeiro EC                                                        | 1:0 76′ Sorin | | Atletico Paranaense |
| Cruzeiro EC                                                        | Jorge Wagner, Edílson | Rogério Corrêa, Adriano, Reginaldo, Alex Mineiro, Alessandro | Atletico Paranaense |
| 12. Mai 2002 in Estádio Governador Magalhães Pinto, Belo Horizonte | | |                     |
| Ergebnis: 1:0 (0:0)                                                | | |                     |
| Zuschauer: 69.533                                                  | | |                     |
| Schiedsrichter: Antonio Pereira da Silva ()                        | | |                     |

## Torschützenliste
| Pl. | Nat.        | Spieler         | Klub             | Tore |
| --- | ----------- | --------------- | ---------------- | ---- |
| 1   | Portugiese  | Liédson         | Coritiba FC      | 14   |
| 2   | Brasilianer | Fernando Baiano | SC Internacional | 12   |
| 3   | Brasilianer | Edílson         | Cruzeiro EC      | 10   |
|     | Brasilianer | Edmílson        | EC Mamoré        | 10   |
| 4   | Brasilianer | Zinho           | Grêmio FBPA      | 9    |
| 5   | Brasilianer | Selmir          | Figueirense FC   | 8    |
|     | Brasilianer | Mert Nobre      | Paraná Clube     | 8    |
|     | Brasilianer | Samuel          | EC Pelotas       | 8    |